# Acritopappus connatifolius
Acritopappus connatifolius là một loài thực vật có hoa trong họ Cúc. Loài này được (Soar.Nunes) R.M.King & H.Rob. mô tả khoa học đầu tiên năm 1981.